# Anodonthyla boulengerii
Espèce
Statut de conservation UICN

 NT  : Quasi menacé
Anodonthyla boulengerii est une espèce d'amphibiens de la famille des Microhylidae.

## Répartition

Aire de répartition de Anodonthyla boulengerii.

Cette espèce est endémique de Madagascar. Elle se rencontre, du niveau de la mer jusqu'à 1 300 m, sur la façade Est de l'île, de la baie d'Antongil au Nord jusqu'au parc national d'Andohahela au Sud. Elle occupe également les îles de Nosy Mangabe et de Sainte-Marie,.

## Description
Anodonthyla boulengerii mesure de 16 à 23 mm, mâles et femelles étant sensiblement de la même taille. Son dos est brun uniforme soit avec des motifs qui varient d'une région à l'autre. Son ventre est clair avec des taches sombres et, parfois, une gorge sombre également. La peau de son dos est lisse ou légèrement granuleuse. Les mâles ont un seul sac vocal.

## Régime alimentaire
Les estomacs de spécimens disséqués ne contenaient que des fourmis.

## Reproduction
La ponte, qui comporte de 23 à 30 œufs blanc crème et d'un diamètre de 2 mm, a lieu dans l'eau (petites réserves dans le creux des arbres et autres végétaux). Les œufs sont protégés par deux capsules d'un diamètre de 3 mm. L'éclosion a lieu au bout de huit jours et les larves mesurent à ce moment environ 8,5 mm. Les têtards, quant à eux, atteindront jusqu'à 11 mm et sont blancs avec une pigmentation qui s'accentue de jour en jour. La métamorphose se produit après 16 à 20 jours, les jeunes mesurent alors 3,5 mm et sont d'une coloration brune.

## Étymologie
Son nom d'espèce, boulengerii, lui a été donnée en référence à George Albert Boulenger, zoologiste britannique d'origine belge.

## Publication originale
- Müller, 1892 : Seibenter nachtrag zum Katalog der herpetologischen Sammlung des Basler Museums. Verhandlungen der Naturforschenden Gesellschaft in Basel, vol. 10, p. 195-215 (texte intégral).